# Anomis nagaloa
Anomis nagaloa là một loài bướm đêm trong họ Erebidae.